# Pasmo Mędralowej

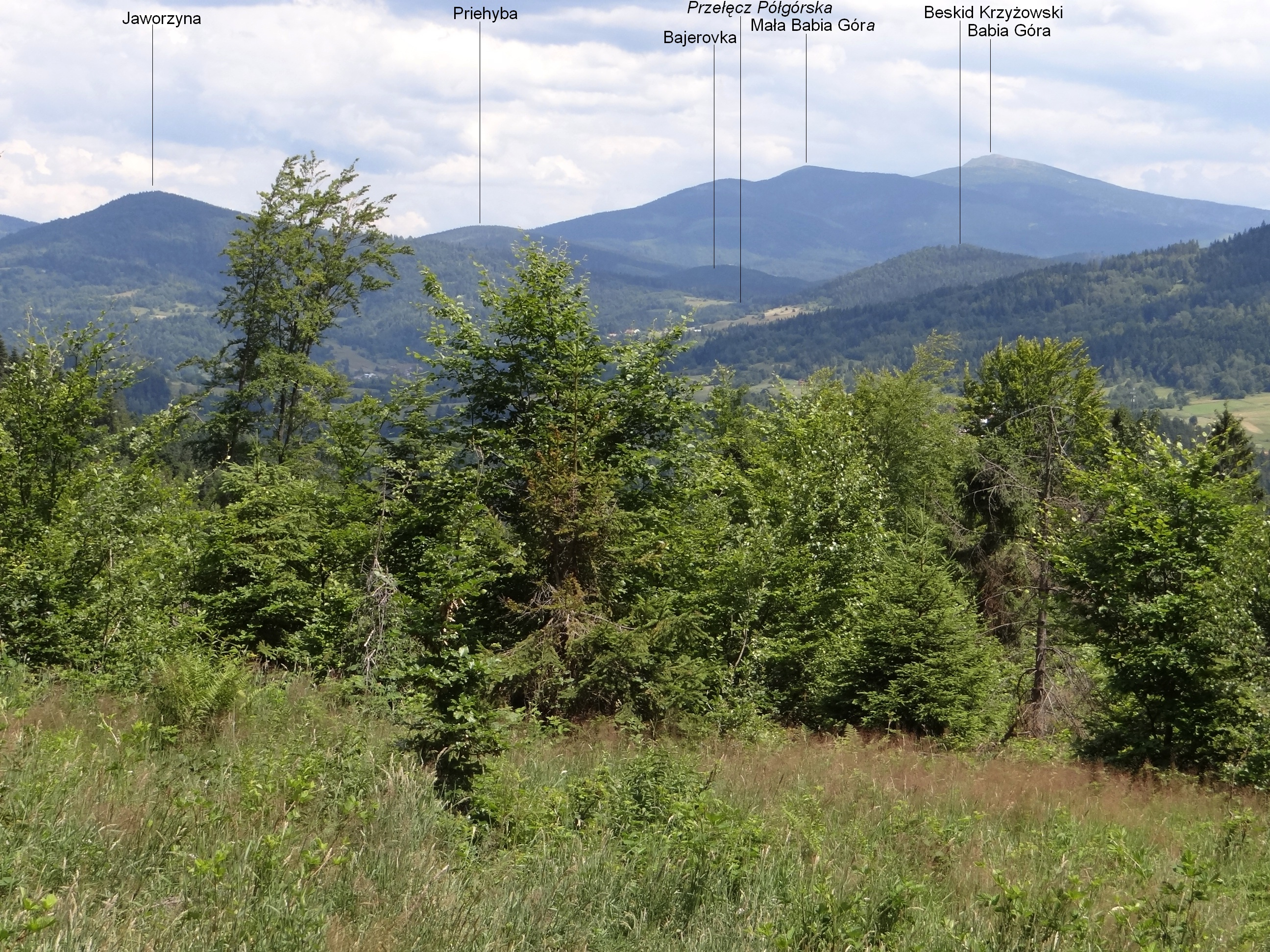
Pasmo Mędralowej widziane z przełęczy Przysłopy, w tle masyw Babiej Góry

Pasmo Mędralowej lub Grupa Mędralowej – pasmo górskie położone w Beskidach Zachodnich na pograniczu polsko-słowackim, pomiędzy masywami Pilska i Babiej Góry, którego najwyższym szczytem jest Mędralowa (1169 m). W szeroko rozpowszechnionym podziale fizycznogeograficznym Polski autorstwa Jerzego Kondrackiego, w poprzek pasma (przez przełęcz Głuchaczki) przebiega granica między Beskidem Żywieckim i Makowskim. Sporo publikacji, w tym przewodniki turystyczno-krajoznawcze, mapy turystyczne, jak i niektóre monografie geograficzne, przyporządkowuje jednak Pasmo Mędralowej w całości do Beskidu Żywieckiego.

## Topografia
Pasmo obejmuje grzbiet górski na granicy polsko-słowackiej wraz z jego krótkimi odnogami, biegnący krętą linią od przełęczy Glinne (809 m) na styku z masywem Pilska, po Przełęcz Jałowiecką Północną (998 m), gdzie rozpoczyna się masyw Babiej Góry. Ważniejsze punkty tego grzbietu to: Student (935 m) – Beskid Krzyżowski (923 m) – Przełęcz Półgórska (809 m) – Jaworzyna (1047 m) – przełęcz Głuchaczki (830 m) – Mędralowa (1169 m). Z węzła Mędralowej odbija ważna odnoga, która przez Magurkę (1114 m) i przełęcz Klekociny (864 m) przechodzi w Pasmo Jałowieckie. Granice tak określonego pasma wyznaczają doliny rzek i potoków: Półgórzanki, Czatożanki oraz Koszarawy i jej dopływów – Bystrej i Glinnej.
Według regionalizacji Jerzego Kondrackiego fragment grzbietowy od przełęczy Glinne, z kulminacją Jaworzyny, do Głuchaczek stanowi część Grupy Pilska w Beskidzie Żywieckim, natomiast odcinek od Głuchaczek, z Mędralową, do przełęczy Klekociny jest już częścią Pasma Jałowieckiego (zwanego też Przedbabiogórskim) w Beskidzie Makowskim. Geograf ten nie wyróżnia więc Pasma Mędralowej jako odrębnego obiektu fizjograficznego, lecz włącza jego fragmenty do sąsiednich pasm i grup górskich. Wieloautorski podział fizycznogeograficzny Polski z 2018 roku wymienia Pasmo Mędralowej jako integralny człon w ramach Beskidu Żywiecko-Orawskiego.

## Opis pasma
Obecnie stoki w większości są zalesione. Dawniej jednak były znacznie bardziej bezleśne, pokryte dużymi halami pasterskimi z licznymi szałasami. Ostały się jeszcze: Hala Mędralowa, Hala Kamińskiego i liczne polany, już nieużytkowane i stopniowo zarastające lasem, stanowiące jednak dobre punkty widokowe. Na przełęczy Głuchaczki występują znamiona zjawiska kaptażu. Istnieje gęsta sieć szlaków turystycznych, a ważniejsze miejscowości u podnóży pasma to: Korbielów, Koszarawa, Zawoja, Orawska Półgóra. W Barankowej (przysiółek Zawoi) można jeszcze zobaczyć tradycyjny wypas owiec.